# گوستاوو سالگوئرو دی آلمیدا کوریا
گوستاوو سالگوئرو دی آلمیدا کوریا (به پرتغالی: Gustavo Salgueiro de Almeida Correia) مهاجم اهل برزیل است که در شهر ماسیو و در تاریخ ۷ ژوئیهٔ ۱۹۸۵ به دنیا آمده‌است.
گوستاوو سالگوئرو دی آلمیدا کوریا در تیم‌های فوتبال Sport Recife سابقهٔ حضور دارد.